# جيرمين بلاكوود
جيرمين بلاكوود (20 نوفمبر 1991 بجامايكا - ) (بالإنجليزية: Jermaine Blackwood)‏ هو لاعب كريكت جامايكي. شارك مع منتخب الهند الغربية للكريكت ومنتخب جامايكا الوطني للكريكت.

## وصلات خارجية
- جيرمين بلاكوود على موقع إي آس بي آن كريك إنفو (الإنجليزية)